# دوريس سيزر
دوريس سيزر (بالإنجليزية: Doris Caesar)‏ هي نحّاتة أمريكية، ولدت في 8 نوفمبر 1892 في بروكلين في الولايات المتحدة، وتوفيت في 1971 في ليتشفيلد في الولايات المتحدة.